# Electrohelcon
Electrohelcon är ett släkte av steklar. Electrohelcon ingår i familjen bracksteklar.
Kladogram enligt Catalogue of Life:
| Electrohelcon | \| \| Electrohelcon foveatus \| \| \| \| \| \| Electrohelcon grandis \| \| \| \| \| \| Electrohelcon minor \| \| \| \| |
|               | \| \| Electrohelcon foveatus \| \| \| \| \| \| Electrohelcon grandis \| \| \| \| \| \| Electrohelcon minor \| \| \| \| |
|               | Electrohelcon foveatus                                                                                                 |
|               | |
|               | Electrohelcon grandis                                                                                                  |
|               | |
|               | Electrohelcon minor |
|               | |